# Pai Ying
 (juillet 2022).
Si vous disposez d'ouvrages ou d'articles de référence ou si vous connaissez des sites web de qualité traitant du thème abordé ici, merci de compléter l'article en donnant les références utiles à sa vérifiabilité et en les liant à la section « Notes et références ».
Pai Ying est un acteur de cinéma taïwanais ayant également joué dans le cinéma hongkongais.
Il a joué dans une centaine de films, notamment ceux du réalisateur et acteur chinois King Hu, souvent dans des rôles d’antagoniste des héros.
Il remporte un Golden Horse Award en 1977 pour son rôle dans Dynasty (sorti en France sous le titre de Blood karaté ninja, la vengeance de Ming).

## Filmographie
- 1956 : The Death of Daiyu
- 1967 : Dragon Gate Inn : Tsao Shao Chin
- 1969 : Iron Petticoat : Wei Sheng
- 1969 : Black Invitation : Nian Zhu
- 1970 : The Grand Passion : Lu Liu
- 1971 : Bus Stop
- 1971 : Les 8 Invincibles du kung fu (en anglais : The Invincible Eight) : Wan Shun
- 1971 : A Touch of Zen : Monsieur Shih
- 1971 : Secret of My Millionaire Sister
- 1971 : Legends of Cheating
- 1971 : The Invincible Iron Palm : Kang Tung
- 1971 : Story of Thirty-Six Killers : Meng Liang
- 1971 : The Angry River (en)
- 1971 : The Eunuch (en) : Gui Dehai
- 1971 : Money and I
- 1971 : Secret Messengers
- 1972 : A Man Beyond Horizon
- 1972 : The Yellow Killer : Chang
- 1972 : Crimes Are to Be Paid
- 1972 : The Peeper, the Model and the Hypnotist
- 1972 : Dynamique Dragon contre boxeurs chinois
- 1972 : Lady Whirlwind : Tung Ku
- 1972 : The Roaring Lion : Sen Pao
- 1972 : Jenny and Her Step-Mother
- 1972 : La Vengeance du léopard : Chen Chang
- 1972 : Bandits from Shantung :
- 1973 : Chinese Kung Fu :
- 1973 : Cheat to Cheat :
- 1973 : Stormy Sun : Chen Chun
- 1973 : Fist of Shaolin : Chin Wan Lee
- 1973 : L'Auberge du printemps (en anglais : The Fate of Lee Khan) : Wang Chun
- 1973 : Thunderbolt : Hung Wei
- 1973 : The Black Belt : Yuan Ying
- 1973 : The Rendezvous of Warriors
- 1973 : Death Comes in Three : Yamamoto
- 1973 : Adventure in Denmark
- 1974 : Martial Arts
- 1974 : The Little Man, Ah Fook
- 1974 : Women of Desire
- 1974 : The Silver Band
- 1975 : Heroes in the Late Ming Dynasty : General Shung Ting Pi
- 1975 : Conspiracy
- 1975 : Judicial Sword
- 1975 : Pirates et Guerriers : Wu Ji-Yuan
- 1976 : Thousand Mile Escort
- 1976 : The Condemned : Lung Wenxuan
- 1976 : The Venturer
- 1976 : Seven Man Army : Jia Fu Sheng
- 1976 : Assassin
- 1976 : The Best of Shaolin Kung Fu : l'empereur Chien Lung
- 1976 : The Invincible Super Guy
- 1977 : Pai Yu-Ching : Wei Tian-Ying
- 1977 : The Chivalry, the Gunman and Killer
- 1977 : The Gloomy Tower
- 1977 : The Lost Swordship
- 1977 : The Martyrs
- 1977 : The Proud Horses in Flying Sand : Hang Chang

- 1977 : Dynasty

- 1977 : 13 Golden Nuns
- 1977 : The Operations of Spring Wind
- 1977 : Whirlwind Kick
- 1978 : The 72 Desperate Rebels : Pou Nen-Nin
- 1978 : Militant Eagle : Fang Shih Kung
- 1978 : Wandering Dragon
- 1978 : Deadly Opponents
- 1978 : The Supernatural
- 1979 : The Deadly Confrontation
- 1979 : Secret Message : Len Chung
- 1979 : Yoga and the Kung-Fu Girl : Dr. Chang
- 1979 : The System : M. Chan
- 1979 : Gone with Honor
- 1980 : The Jade Hairpin Alliance : Yi Tien-hsing
- 1980 : The Saviour : inspecteur Tom
- 1980 : See-Bar : Kwok / Kuo
- 1980 : A Man of Immortality
- 1980 : Devil Design
- 1980 : The Orientation
- 1981 : Chivalry Deadly Feud
- 1982 : Green Killer
- 1982 : Trap : Ho Chung
- 1982 : Burning of the Red Lotus Monastery
- 1982 : Imperial Lady Mi
- 1982 : The Battle of Erdan
- 1983 : The Turning Point
- 1983 : Angry Young Man
- 1983 : A Fist Full of Talons : Ding Wei Chung
- 1983 : Xiang Tu De Hu Huan
- 1984 : Raiders of the Shaolin Temple
- 1986 : Royal Warriors : Bandana
- 1986 : The Woman of Wrath : Shui
- 1987 : Supercops
- 1989 : The Powerful Men
- 1990 : The Dragon from Russia : Frank
- 1990 : Braveful Police : Chih-lung
- 1990 : Angel or Whore : Ha Hau Chung
- 1990 : Road to Hell
- 1990 : Heroic Victim
- 1997 : Vengeance Is Mine
- 1998 : Replica
- 1999 : The Golden Nightmare : Lau Shun Chung
- 2000 : Wicked Tricks
- 2001 : Born Wild : M. Ying [1]